# سیارک ۱۵۷

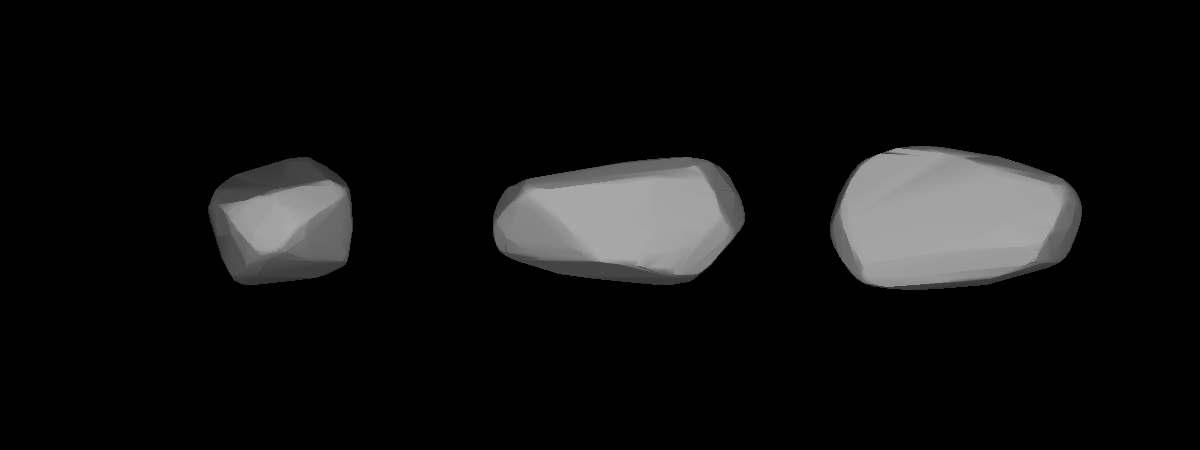
مدل سه‌بُعدی سیارک ۱۵۷ بر طبق منحنی نور آن

سیارک ۱۵۷ (به انگلیسی: 157 Dejanira) صد و پنجاه و هفتمین سیارک کشف شده‌است که در ۱ دسامبر ۱۸۷۵ و در مارسی کشف شد.
قدر مطلق سیارک برابر ۱۰٫۶۰ است.